# 羅克克里克鎮區 (堪薩斯州傑佛遜縣)
羅克克里克鎮區（英語：Rock Creek Township）為美國堪薩斯州傑佛遜縣轄下的鎮區。2010年美国人口普查中此鎮區人口有2,890人。

## 地理
羅克克里克鎮區涵蓋總面積為141.3平方（54.55平方英里），其中陸地面積為139.2平方（53.74平方英里），水域面積為2.1平方（0.81平方英里）或1.48%。海拔高度299（981英尺）。

## 人口統計
根據2010年美國人口普查，羅克克里克鎮區人口有2,890人，其中男性有1,484人，女性有1,406人，人口密度為每平方公里20.46人，住房計1,166戶。鎮區內的白人有2,797人，非裔美國人有12人，美洲原住民有21人，亞裔美國人有7人，太平洋島裔美國人有0人，其他種族有7人，混血種族則有46人。此外鎮區內有48人為西班牙裔或拉丁裔美國人。此鎮區之年齡中位數為42.1歲，而男性年齡中位數為41.9歲，女性年齡中位數為42.3歲。

## 交通

### 主要公路
- 4號堪薩斯州州道
- 92號堪薩斯州州道
- 237號堪薩斯州州道
- 245號堪薩斯州州道